# Mariapark (Sittard)
Het Mariapark is een neogotisch bouwwerk in de vorm van een kloostergang in het centrum van de Nederlandse stad Sittard.

## Ligging
Het complex is gelegen aan de westzijde van de Oude Markt, tegenover de Basiliek van Onze-Lieve-Vrouw van het Heilig Hart.

## Geschiedenis
In de jaren na de bouw van de basiliek (1875-79), bleek deze al snel te klein te zijn om het toenemend aantal pelgrims op te vangen. Daarom besloot men in 1891 aan de overzijde van de straat een dependance te bouwen, dat enigszins verwarrend "Mariapark" werd genoemd. Op deze locatie was voor die tijd een oliemolen gesitueerd. Het gebouw fungeerde als ontvangstruimte, gebedsruimte en rustplaats voor de bedevaartgangers die de basiliek bezochten.
In de tweede helft van de 20e eeuw nam het aantal bedevaartgangers geleidelijk af en verloor het Mariapark uiteindelijk zijn nut. Het gebouw wordt tegenwoordig gebruikt als ruimte voor onder andere tentoonstellingen, concerten, vergaderingen en recepties.
Het Mariapark is in 1967 door het rijk aangewezen als beschermd monument. Het complex werd in 2007-09 gerestaureerd.

## Beschrijving

### Exterieur
Het Mariapark is gebouwd als een middeleeuwse kruisgang, bestaande uit vier vleugels rondom een binnentuin (de pandhof). Het complex werd ontworpen door de architect Johannes Kayser, die jaren eerder ook al het ontwerp van de basiliek voor zijn rekening nam. Het Mariapark is gebouwd in dezelfde neogotische stijl als de basiliek waarbij gebruik is gemaakt van dezelfde materialen, rode baksteen, geglazuurde bakstenen en zandsteen. De gevel aan de Oude Markt bestaat uit zes traveeën, waartussen zich steunberen bevinden. De centraal in de voorgevel gesitueerde entree wordt geaccentueerd door een arkeltorentje.

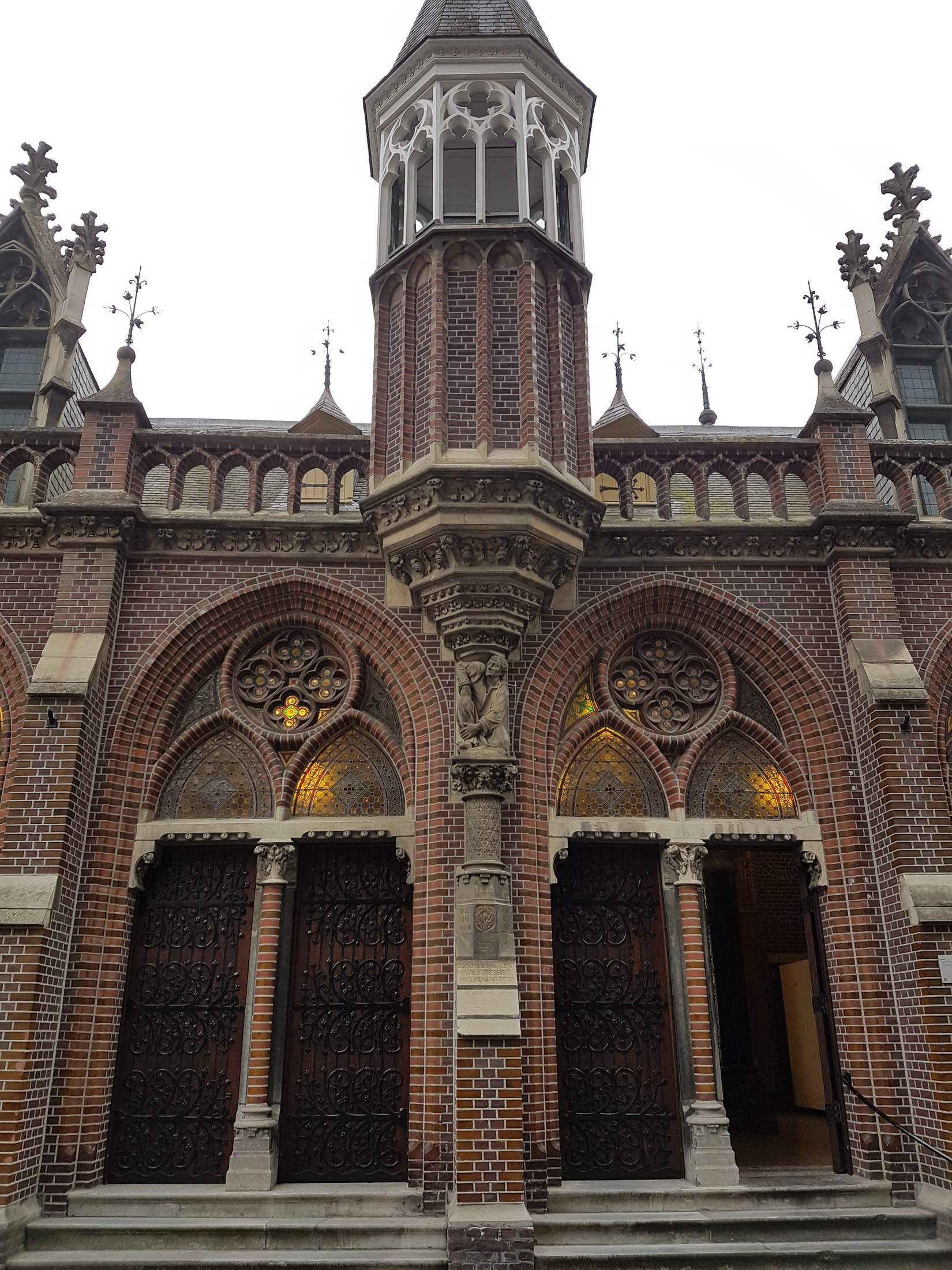
Entree met arkeltorentje
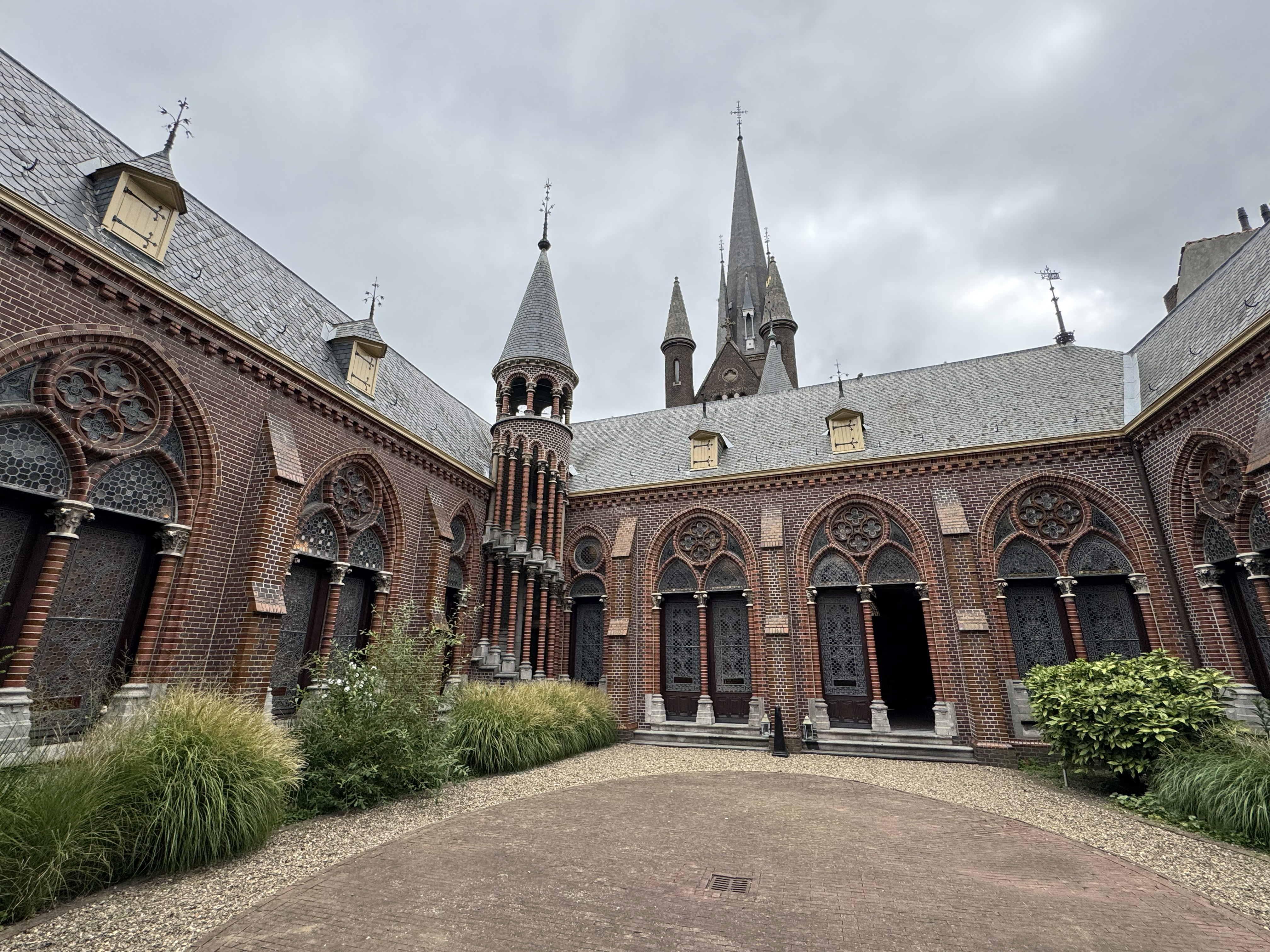
Pandhof (binnentuin)
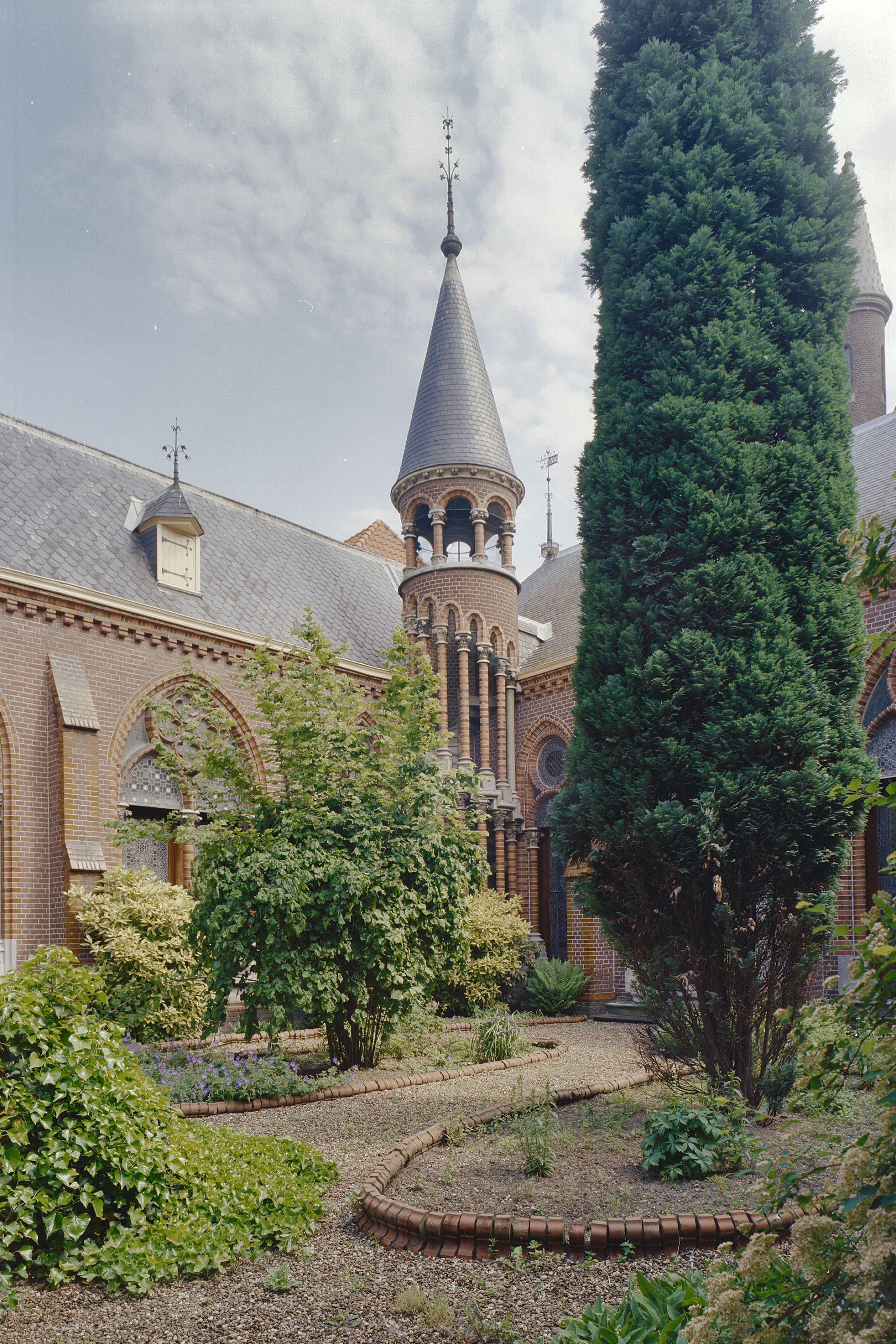
Traptorentje pandhof

### Interieur
Het interieur is vormgegeven in een rijkversierde, veelkleurige neogotische stijl met terrazzovloeren, geprofileerde wanden en kruisribgewelven. De glas-in-loodvensters dateren uit een latere periode. De oostelijke vleugel vormt tevens de entreehal en wordt gedomineerd door vijf zwartmarmeren zuilen met gebeeldhouwde kapitelen. Tegen de wanden zijn tegeltableaus met afbeeldingen van heiligen aangebracht. Een van de zuilen is versierd met het wapenschild van paus Leo XIII, die de basiliek in 1883 de titel basilica minor verleende. In drie van de vier gangen is langs de buitenwanden een gebeeldhouwde kruisweg gesitueerd. De veertien reliëfs met afbeeldingen uit het passieverhaal zijn bijna levensgroot. In de westelijke kloostergang bevindt zich een groot reliëf van Het Laatste Avondmaal en een altaar. Zowel de kruisweg als het altaar zijn ontworpen door het Haagse atelier Te Poel en Stoltefus en uitgevoerd door de Sittardse beeldhouwers Kasteleyn en Kühnendoor. In de kruisgangen zijn op diverse plaatsen devotieplaquettes ingemetseld.

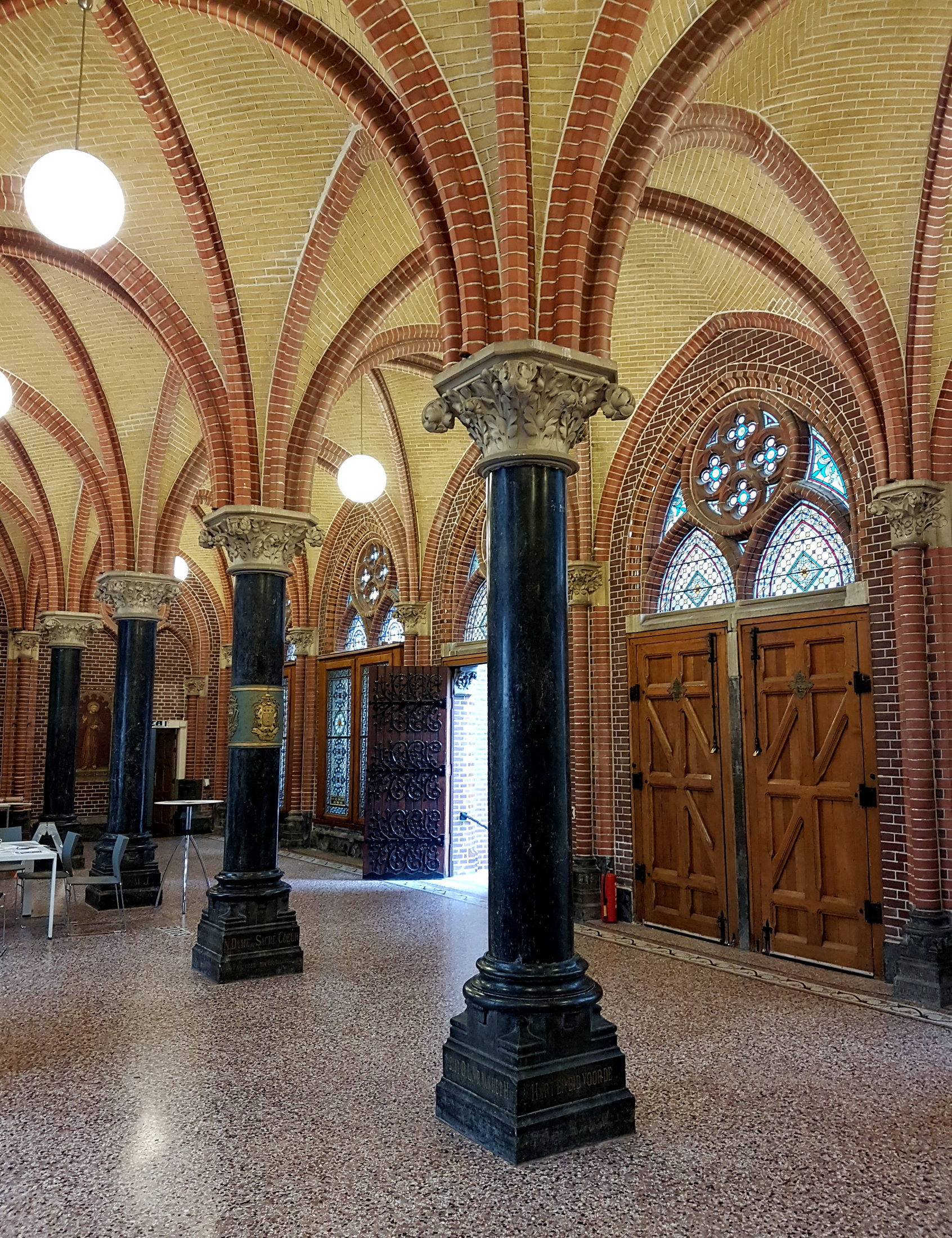
Entreegebied
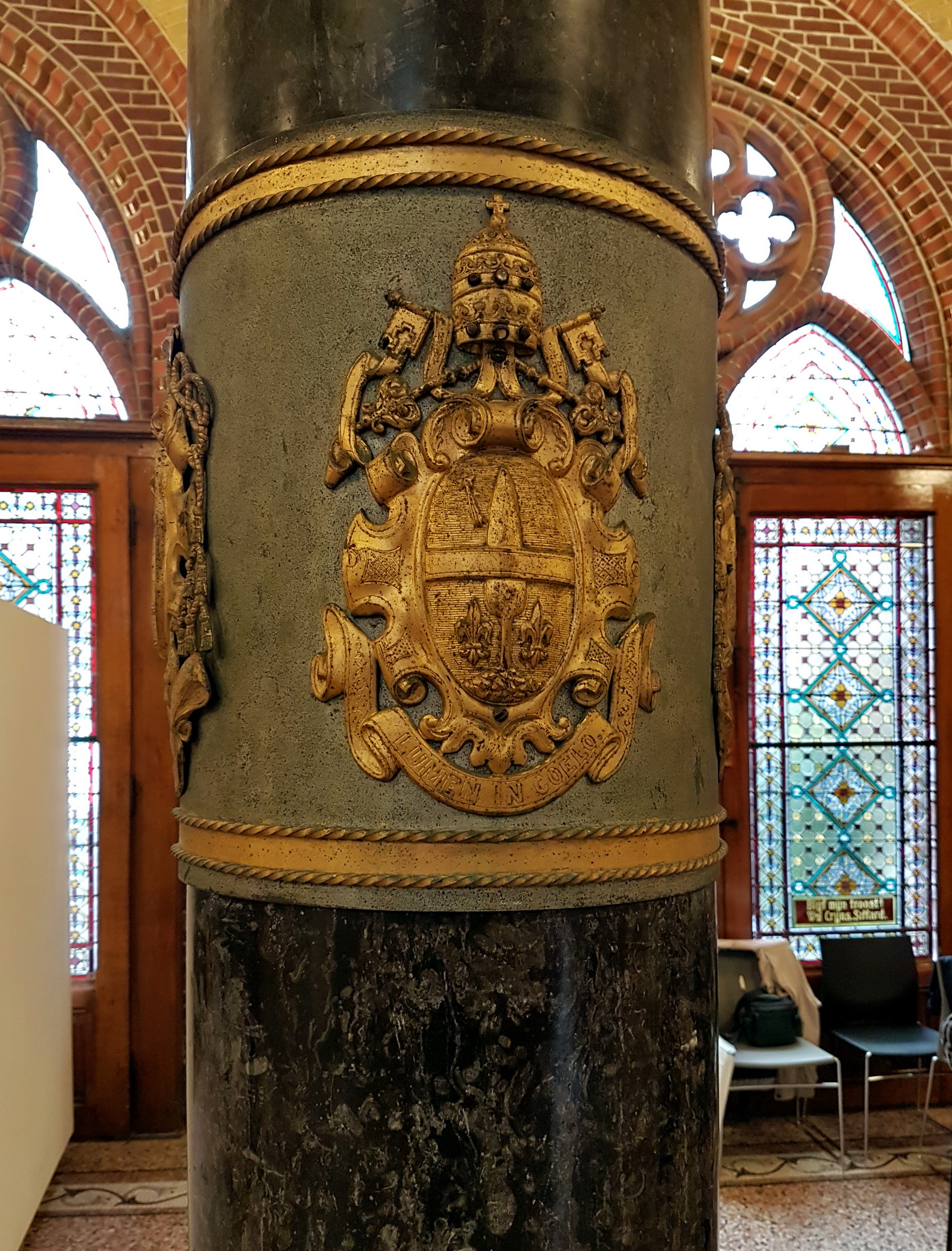
Pauswapen
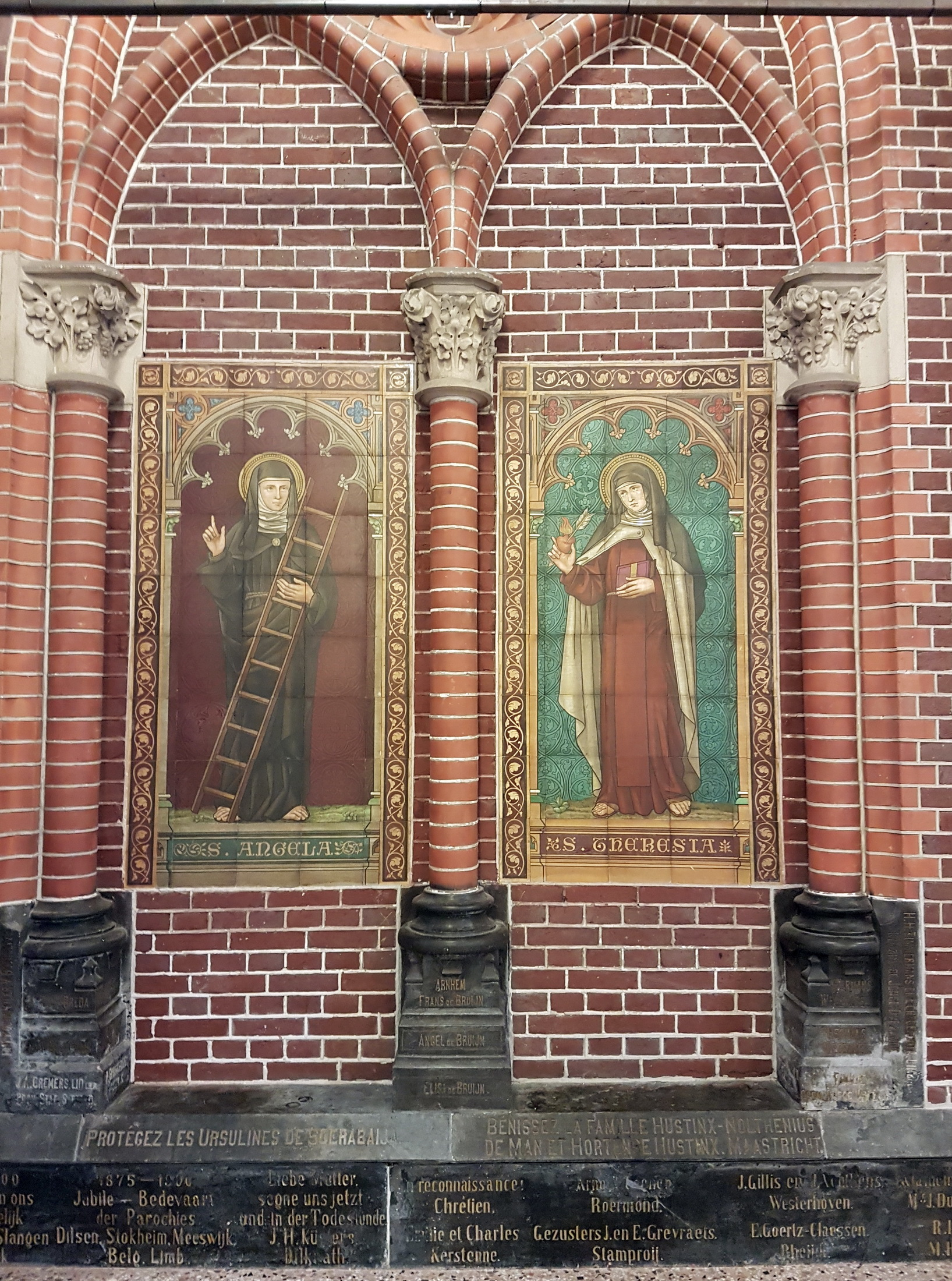
Tegeltableaus
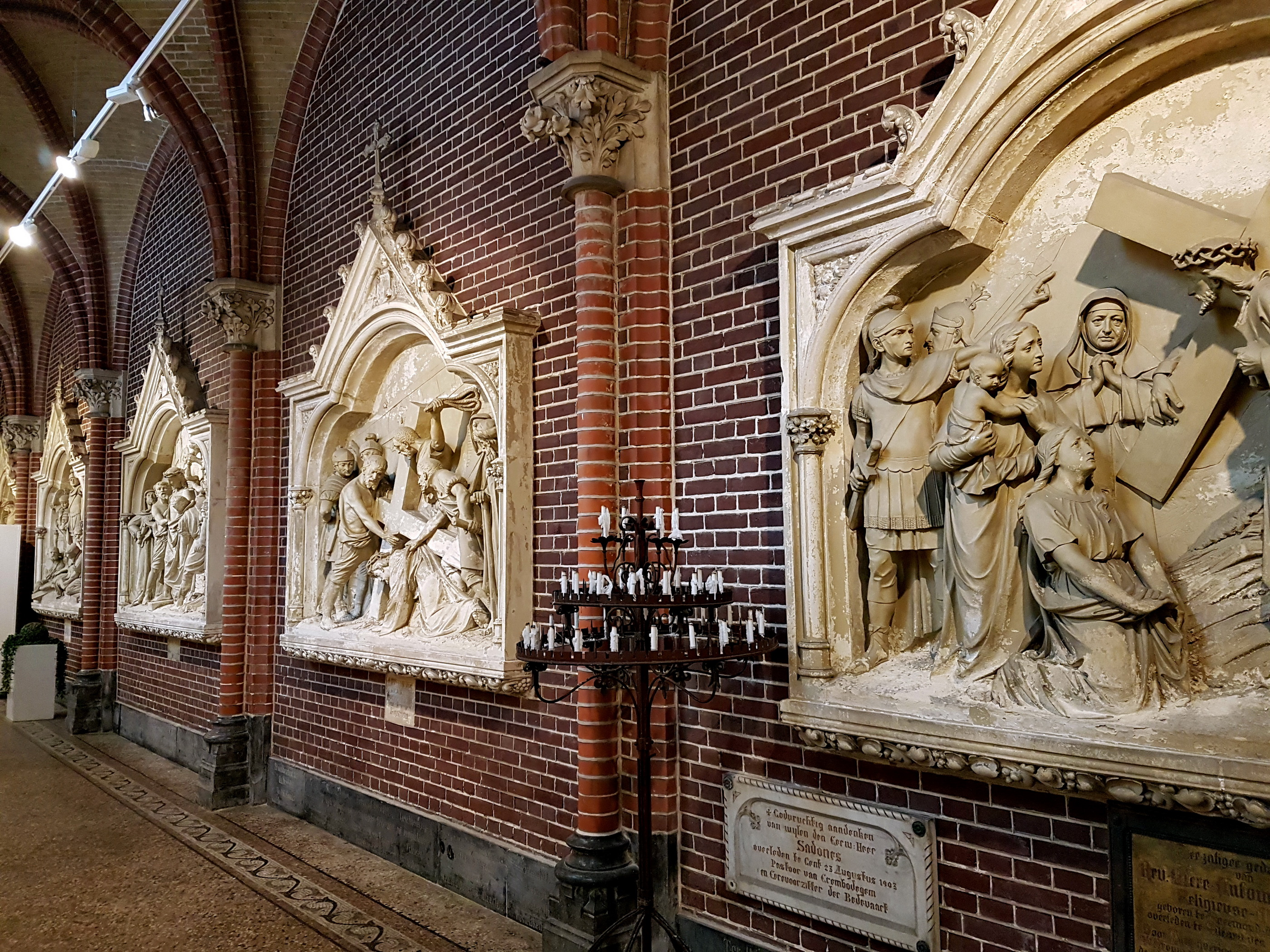
Kruiswegstaties